# Susanne Beyerová
Susanne Beyerová, rozená Susanne Helmová (* 24. června 1961, Suhl) je bývalá východoněmecká atletka, jejíž hlavní disciplínou byl skok do výšky.

## Kariéra
V roce 1983 se zúčastnila prvního ročníku mistrovství světa v atletice, které se konalo v Helsinkách. Ve finále obsadila s výkonem 188 cm sedmé místo. V roce 1986 na evropském šampionátu ve Stuttgartu se podělila s Andreou Bieniasovou o 4. místo. V témže roce na prvním ročníku Her dobré vůle v Moskvě obsadila výkonem 196 cm 5. místo.
Její nejúspěšnější sezónou byl rok 1987, kdy získala dvě bronzové a jednu stříbrnou medaili. Hned dvě medaile získala v halové sezóně, když nejdříve vybojovala bronz na halovém ME ve francouzském Liévinu. Později se stala v Indianapolisu halovou vicemistryní světa, když překonala laťku ve výšce 202 cm. V soutěži prohrála jen s Bulharkou Kostadinovovou, která skočila o tři cm výš a výkonem 205 cm vytvořila nový halový světový rekord. V letní sezóně vybojovala za 199 cm bronz na druhém MS v atletice v Římě, kde mj. Stefka Kostadinovová vytvořila dosud platný světový rekord pod širým nebem 209 cm.

## Osobní rekordy
- hala – 202 cm – 8. března 1987, Indianapolis
- venku – 199 cm – 30. srpna 1987, Řím